# 권율
권율(權慄, 1537년 12월 28일 ~ 1599년 7월 6일)은 조선 중기의 문신, 군인, 정치인이다. 본관은 안동(安東)이고, 자(字)는 언신(彦愼), 호는 만취당(晩翠堂) 또는 모악(暮嶽), 시호는 충장(忠莊)이다.

## 주요 전력
그는 영의정 권철의 아들이자, 재상인 오성 이항복의 장인이다. 임진왜란의 조선군 장수로, 왜란 중반부터 종전까지 조선군 총사령관인 도원수로서 조선의 군대를 총지휘하며 왜군의 침략을 성공적으로 막아내는데 기여했으며 임진왜란 3대 대첩 가운데 하나인 행주대첩을 이끈 장군으로 특히 잘 알려져 있다. 1593년(선조 26) 음력 2월 12일 3천 8백 명의 병력과 소수의 민간인들을 데리고, 한강을 건너 행주산성을 공격해오는 3만 명의 왜군을 궤멸하고, 공격군을 패주시켰다.
1582년(선조 15) 식년문과에 병과로 급제, 승문원정자가 되었다. 이후 성균관전적, 사헌부감찰, 예조좌랑, 호조정랑, 전라도도사, 경성부판관(競城府判官) 등을 역임하였다. 1591년(선조 24) 다시 호조정랑이 되었다가 얼마 뒤 의주목사로 부임하였다. 1592년(선조 25) 4월 임진왜란이 일어나자 광주목사로 발령되고, 전라도관찰사 겸 방어사 곽영의 휘하에서 한성탈환전에 참전했다. 그해 용인에서 일본군에 크게 패하고 퇴각한 뒤 수원독성산성(禿城山城)에서 주둔, 준비하다. 그의 군대를 밖으로 유인하려는 우키다의 공격을 버텨냈다. 그해 말 일본군의 눈을 피해 고양군으로 주둔지를 옮겨 1593년 2월 13일 행주산성 전투에서 3천8백 병력으로 3만군을 상대하여 대승을 거두었다.
1593년 6월 행주대첩 승전의 공으로 도원수로 승진하여 조선군 최고사령관이 되어, 영남으로 보내졌다. 1596년(선조 29) 한때 도망병을 즉결처분한 사건으로 탄핵을 받고 파직되었다가 복권하여 이몽학의 난 진압에 참여했다. 그해 10월 한성부 판윤이 되고, 이후 호조판서, 충청도관찰사를 거쳐 재차 도원수가 되었다. 1597년(선조 30) 정유재란이 발생, 올라오는 일본군을 상대하려 명나라 장군 마귀(麻貴)와 함께 울산에 대진했으나 도어사 양호(楊鎬)의 돌연한 퇴각령으로 철수했다. 순천 예교(曳橋)에 주둔하던 일본군을 상대하려 했으나 명나라 장수들의 비협조로 실패하고 퇴각했다. 의정부우참찬을 거쳐 지중추부사에 이르러 1599년 병으로 관직을 사임하고 고향으로 돌아가 7월에 죽었다 임진왜란 중 행주대첩 외에도 금산군 이치(梨峙) 전투에서 승리하였다.
무인으로 알려졌지만 그는 문과(文科)에 급제한 문관 신분이었다. 사후 바로 의정부좌찬성에 추증되었다가 뒤에 영의정으로 가증되고 영가부원군(永嘉府院君)에 추봉되었다. 1604년 선무공신 1등(宣武功臣一等)에 녹훈되었다.

## 생애 또는 일화

### 임진왜란 이전

#### 출생과 가계
1537년(중종 32) 12월 28일 경기도 강화부(훗날의 인천광역시 강화군)에서 후일 의정부영의정을 지내는 권철의 아들로 태어났으며, 어머니는 창녕조씨(昌寧曺氏)로 적순부위(迪順副尉)를 지낸 조승현(曹承晛)의 딸이다. 할아버지는 강화부사 권적(權勣)이고 도첨의(都僉議) 권보(權溥)의 8대손이 된다. 광흥창수를 지낸 권항, 호조좌랑 권개, 중추부동지사 권순 등이 그의 친형들이었다.
뒤에 한성부로 이사하여 생활했는데, 현재의 서울시 종로구 행촌동 독립문역 3번출구와 사직터널 주변 일대에 그의 집이 있었다.
그의 가계는 상당히 다툼많은 가정이었다. 그러나 그는 어려서는 싸움을 엄청 좋아했고, 어느정도 성장해서도 화려한 옷이나 유흥에 관심도 없었고 사치스러운 습성이 없었다. 그는 나이가 들어도 관직에 나아갈 생각은 않고 오로지 공부에만 매진했다. 본부인인 조휘원의 딸 창녕조씨(昌寧曺氏)는 딸 1명을 낳고 일찍 사망하였는데, 후일 이항복과 결혼한다. 상처한 그는 죽산박 씨, 박세형의 딸과 재혼하였다. 결국 그는 권순(權恂)의 아들 권익경(權益慶)을 양자로 입양하였다.
외모는 키와 체격이 컸는데, 그는 성인이 되었을 때의 신장이 8척으로 체격이 컸었다 한다.

#### 과거 급제
권율은 40살이 되도록 관직에 나가지 않았는데, 사위 이항복에 의하면 나이 40이 넘도록 관직에도 나가지 않고 과거 시험에도 응시하지 않자, 주변에서 음서 제도로 음직에 나가는 것을 권고했으나 거절했다고 한다. 가족들의 권고에 뒤늦게 46살이 되던 1582년(선조 15년)에 식년문과(式年文科)에 응시하여 병과로 급제를 하여 승문원정자(承文院正字)가 되었다. 이어 예조정랑, 호조정랑 등을 역임하였다. 사실 개인적인 자존심 때문에 어쩔 수 없이 과거에 응시한 부분도 있었는데 사위인 이항복이 1580년(선조 13년)에 과거에 급제한 것이 컸다. 이항복은 가족관계에서는 사위이지만 과거 시험으로 따지면 권율보다 2년 선배가 된다. 가족들이 이항복과 비교하며 사위는 벌써 관직에 나가서 활약하고 있는데 장인어른이라는 사람이 집에서 놀고 먹고 있는 게 말이 되냐는 타박으로 인해 권율은 과거시험에 응시할 것을 결심했다.
성균관전적, 사헌부감찰, 예조좌랑, 호조정랑 등을 역임하고, 1587년(선조 20년 전라도도사로 나갔다가 다시 1588년(선조 21) 예조정랑이 되고, 그해 9월 호조정랑을 역임했고, 이후 함경도 경성부판관(鏡城府判官)으로 부임하였다. 1590년(선조 23년) 8월 관직을 사퇴하고 고향으로 내려갔으며, 1591년 초 다시 호조정랑에 임명되었다가 1591년 9월 바로 의주목사(義州牧使)로 발령받았으며, 의주목사 재직 중 당상관으로 승진했지만 1592년(선조 25) 해직되었다.

### 임진왜란 때 활동

#### 임진왜란 초기와 용인전투 패전

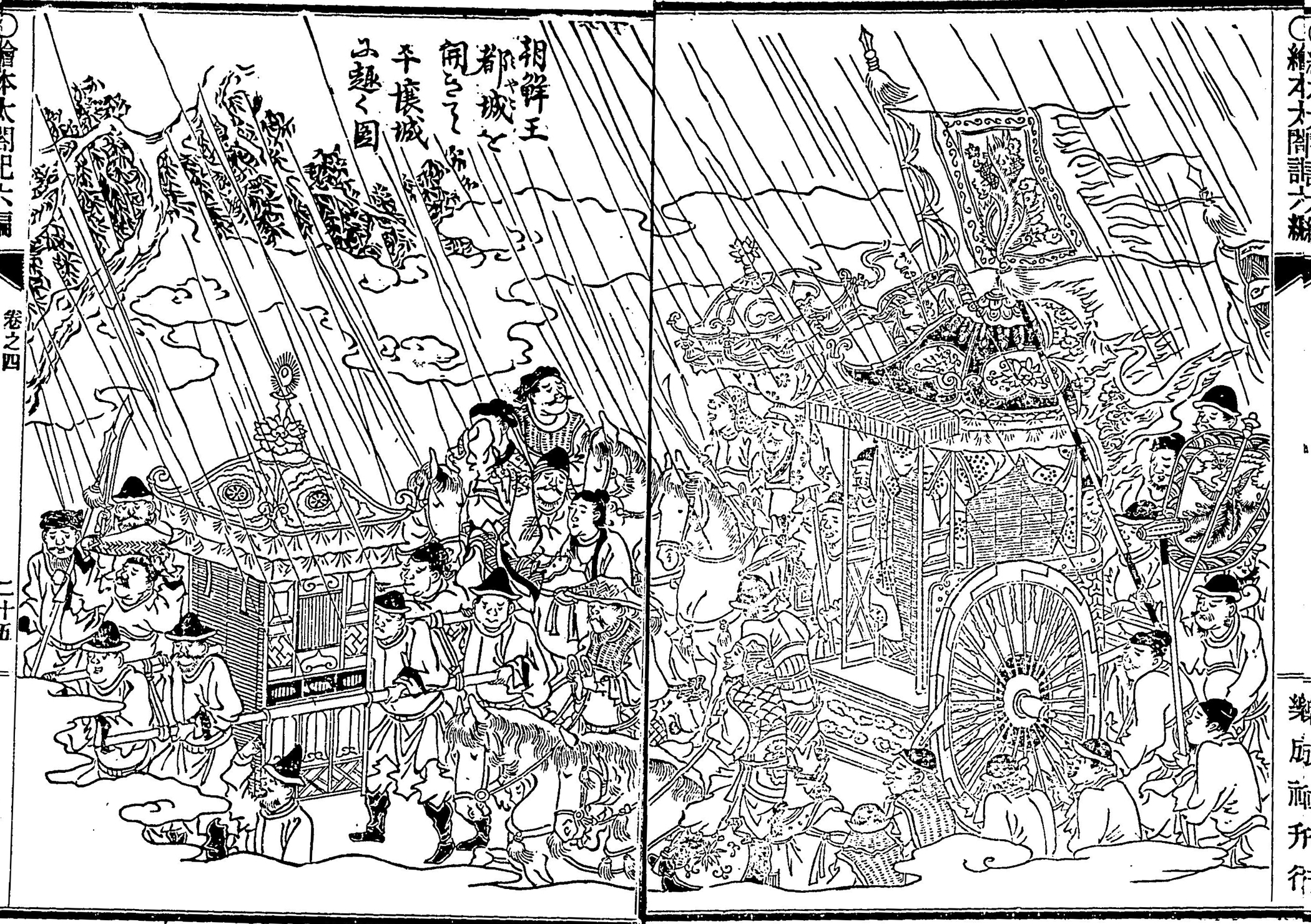
피란길에 오르는 선조의 어가행렬

1592년(선조 25) 4월 그의 나이 56살 때 임진왜란이 일어나, 한양이 함락되고 4월 30일 선조를 비롯한 왕실이 도성을 버리고 북쪽으로 피난길을 떠났다. 그는 고니시 유키나카의 군대가 올라온다는 소식을 듣자 상소를 올려 경상도와 전라도 양쪽에 큰 진지를 구성해둘 것을 왕에게 올렸지만 제대로 전달되지도 않았다. 바로 광주목사에 제수되었다. 조령(鳥嶺)을 넘어 충주가 함락되고, 국내 사정이 시시각각으로 위태로워져서 전라도 순찰사 이광과 방어사 곽영이 4만여 명의 군사를 모집할 때, 그도 광주목사(光州牧使)로서 군병을 모집하였다. 곧 방어사 곽영(郭嶸)의 휘하에 들어가 중위장(中衛將)이 되어 북진하다가 용인에서 일본군과 싸웠으나 병사들이 훈련을 제대로 받지 못한 오합지졸이라 패전하고 말았다.
당시 도순찰사 이광이 수원과 용인으로 들어가 이곳에 진을 친 소규모의 일본군들을 기습공격하려 하자, 권율은 일단 은신할 곳이 없고, 평지인데다가, 당시 훈련상태나 병력의 수가 조선군이 소수임을 들어 열악함을 이유로 극력 반대하면서 차선책을 내세웠으나 이광이 듣지 않았다. 권율은 한성 도성이 멀지 않고 적의 규모가 큰데, 눈앞에 있는 상황에서 적은 수의 적과의 싸움으로 도내의 병력을 소모할 것이 아니라, 조강(祖江)을 건너 임진강을 막아서 서로(西路)를 튼튼히하고, 군량미를 바로 운반할 수 있는 도로를 조선군이 확보한 다음에 적의 동태를 살피면서, 한편으로 조정의 명을 기다리는 것이 옳겠다는 것이었다. 그러나 이광은 그의 제안을 듣지 않고 공격령을 내려, 무모한 공격을 취해 대패하고 선봉장 이시지(李詩之), 백광언(白光彦) 등을 비롯한 여러 장수들이 전사하고 군사가 전멸되었다. 이때 권율 혼자만이 휘하의 군사를 상당수 유지하였다. 권율은 남은 군사들을 추슬러서 이끌고 광주군으로 퇴각하여 뒤를 계획하였다. 다시 광주(光州)에 가서 그는 1천여 명의 병력과 의병을 추가로 모집했다.

#### 이치 전투

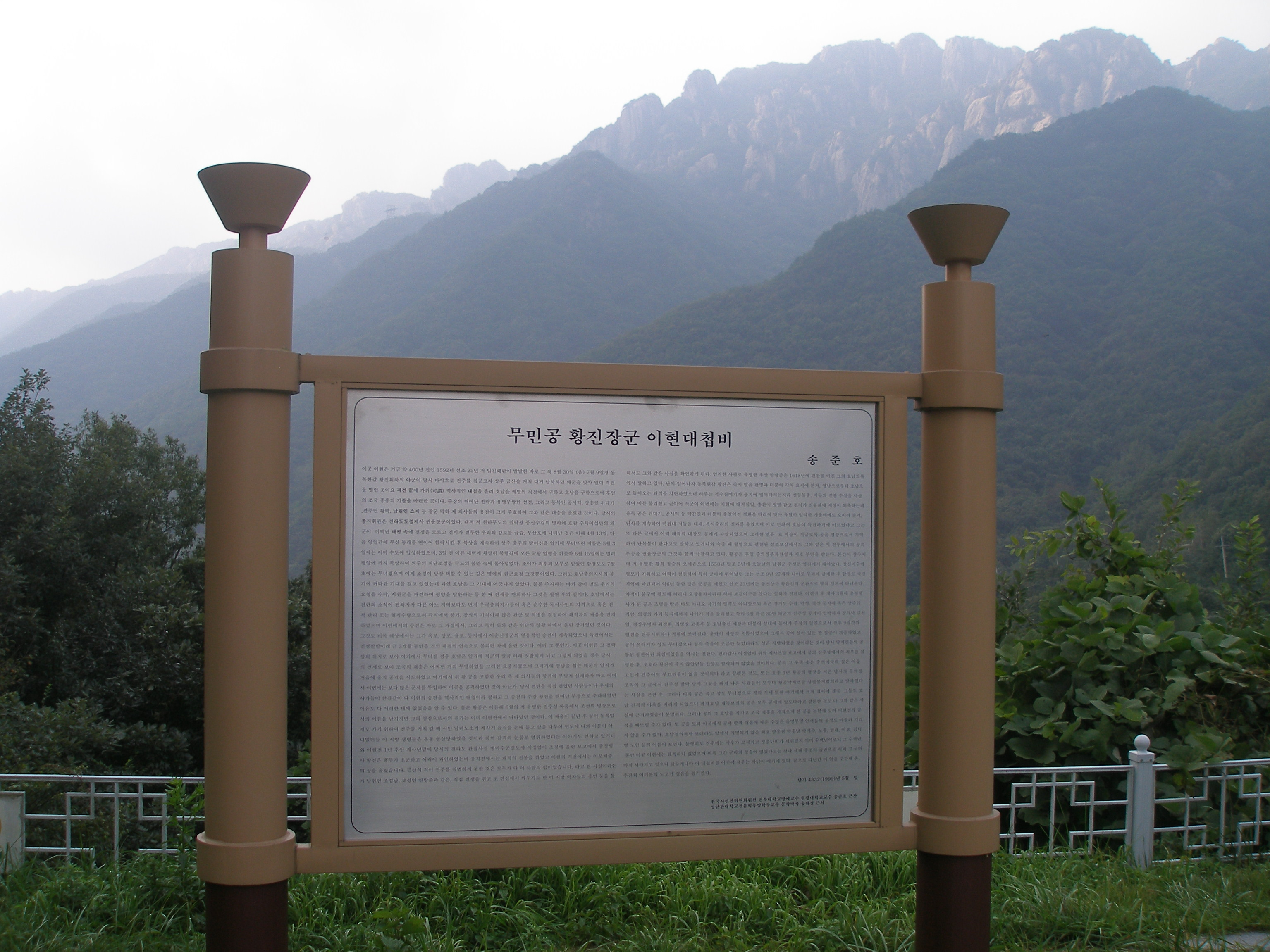
이치 전투 전적비, 멀리 대둔산이 보인다.

그 뒤 권율은 병사들을 이끌고 남원에 주둔하여 1천여 명의 의용군을 추가로 모집하였다. 광주(光州)로 가서 군병을 모집하고 남원으로 이동했다는 설도 있다. 다시 북진, 금산군에서 전주로 들어오려는 고바야카와(小早川隆景)가 이끄는 군사들을 만나, 이들이 올라올 길목을 찾았다. 동복현감(同福縣監) 황진(黃進)과 함께 전주 이치로 갔다.
권율은 전라도 금산에서 전주로 진격하는 왜군을 막기 위해 진산 인근 전주 이치(梨峙배고개)에 진을 쳤다. 임시 도절제사 권율과 동복현감 황진이 이끄는 1천여 명의 조선군이 왜장 고바야카와 다카카게가 이끄는 2천여명의 대군과 맞서 싸워 승리를 거둔 전투로 일본의 전라도 진격작전을 좌절시켰다. 이 승리로 왜군은 그 후 다시는 전라도를 넘보지 못하게 되었으며 권율은 전라감사로 승진하였다. 당시 전쟁 도중 황진이 총탄에 맞아 조선군 사기가 저하되었지만, 기적적으로 병사들을 추슬러서 독려하여 고바야카와 군을 상당수 몰살시키게 된다. 1592년 가을 이치 전투에서 승전한 공로로 곧 전라도관찰사에 임명되었다.

#### 독왕산성 진지 복구
권율은 때마침 명나라에서 지원군이 추가로 5만 명 정도 온다는 소식을 전령을 통해 듣고, 이들과 합세해 한양을 탈환할 목적으로 2,300명의 관군과 1천명의 의병, 불교승려로 구성된 500명의 승병을 이끌고 북쪽으로 올라가 한양으로 향했다. 1592년(선조 25) 12월 도성 수복을 위해 1만여 명의 군사를 거느리고 북진 길에 올라 직산에 이르러 잠시 머물다가, 도체찰사 정철(鄭澈)의 연락을 받고, 군량미 조달, 운반 등에 어려움이 있으니 돌아가 관내(管內)를 지키는 것이 좋겠다 하였다. 이때 권율은 잠시 주저했으나, 북상하라는 행재소의 또다른 전갈을 받고 다시 1만 군사들을 이끌고 계속 북으로 올라왔다.
그러나 앞서 용인에서 참패한 것을 기억하여 바로 북상하는 것을 피하고, 경기도에 도착한 뒤 수원독성산성(禿城山城)에 들어가 잠시 병사들을 휴식시켰다가 얼마 뒤 독왕성의 진지를 보수, 구축하였다.

#### 독왕산성 싸움과 세마대
한양으로 향해 북상하던 도중 수원 독산(禿山, 현 오산시)의 독왕산성(禿旺山城)에 주둔하였다. 독왕산성은 물이 귀한 곳이었으며 우키다 히데이에가 이끄는 왜군은 독왕산성과 그 주변에 물이 부족하다는 기미를 알고 한 달간 성을 포위했다. 조선군 병력이 1만 명 정도가 수원 근처에 와 있다는 소식을 전해들은 왜병의 총사령관 우키타(宇喜多秀家)는 후방과의 연락 단절을 우려하는 한편 군량미 등의 통로가 단절될 것을 우려하여 성에 주둔하고 있던 일본군을 풀어 삼진(三陣)을 만들고 오산 등 여러 곳에 병력을 분산시켜 진을 치게 하고, 서로 오가게 하면서 독성산성의 아군을 성 밖으로 유인하려 했다. 그러나 권율은 성책을 튼튼하게 해 일본군의 상륙을 막고, 병력을 일부 나눠서 지구전(持久戰)과 유격전을 하면서 신속하게 일본군에 타격을 가하여 일본군의 서쪽 진군을 막았다.
이때 권율은 산성 위에 군마들을 세워놓고 병사들로 하여금 말에게 쌀을 쏟아붓고 씻기게 하였다. 성 아래서 볼 때는 마치 풍부한 물로 말들을 씻기는 것 같이 보였다. 이에 왜군은 의기소침하여 포위를 풀고 우키타는 영책(營柵)을 .불사르고 군사를 이끌고 한성으로 후퇴하였으며, 이때 일본군의 퇴각로를 알아내고 정예 기병 1천명을 먼저 매복시켜 퇴각하는 일본군을 베었다. 권율의 병사들은 나머지를 추격하여 왜군에 300 이상의 전사자를 내게 만들었다. 임진왜란이 끝난 후 선조는 권율의 병법을 높이 치하하여 독왕산성 정상에 세마대(洗馬臺, 말을 씻긴 곳)를 짓게 하여 오늘에 이른다. 선조가 이 소식을 멀리서 듣고 전령을 통해 권율에게 어검(御劍)을 하사하여, 군률(軍律)을 세울 수 있게 권위를 부여하였다.

#### 한성 진입 계획과 병력이동
그 뒤 명나라에서 지원군 선발대가 도착하자 권율은 이들과 합세하여 한양도성 탈환을 계획, 주변의 일본군의 눈을 피해 수원 독성산성으로부터 한성부 근처 서쪽 가까이로 병력을 옮기기로 한다.
그는 먼저 조방장 조경(趙儆)을 보내 한성부 서쪽 주변에 물과 식량, 교통이 원활하면서도 매복, 웅거가 가능한 곳을 물색하도록 했고, 조경은 고양 행주산성 등을 후보지로 지목했다. 권율은 행주를 택하고 병력을 비밀리에 이동시킨다. 조경에게 명하여 2일간에 걸쳐 함께 목책(木柵)을 완성하게 하고, 바로 이동령을 내려 독성산성으로부터 군사를 건너가게 했다. 1만 군사를 신속하게 이동시키고 이동행렬이 왜군에게 포착되지 않게 하려고 독성산성에 목책과 소수의 군사만을 남겨, 많은 군사가 계속 남아 있는 것처럼 위장시킨 뒤 갑자기 불시에 행주산성으로 옮겼다.
이때 그는 잠시 수원독왕산성에서 양천(陽川)으로 군사를 옮기고 방어선을 옮겨 병사를 나누어 지원하면서 곧바로 한강 강줄기를 따라 서쪽 한성부 서쪽 안현(鞍峴)으로 잠입할 생각을 했으나 부하 장수들이 만류하여 행주산성으로 가게 된다. 수원에서 고양으로 이동하던 중 권율은 휘하 병 가운데 4천명을 선발하여 서남쪽으로 은밀하게 내려보내는데, 전라도병마절도사 선거이(宣居怡)에게 경기도 금천(衿川, 시흥시 북서부 및 서울 관악 주변)에 주둔하게 하고 한성부에서 산길을 넘어 내려오는 왜군을 상대하도록 하였다.

#### 행주대첩

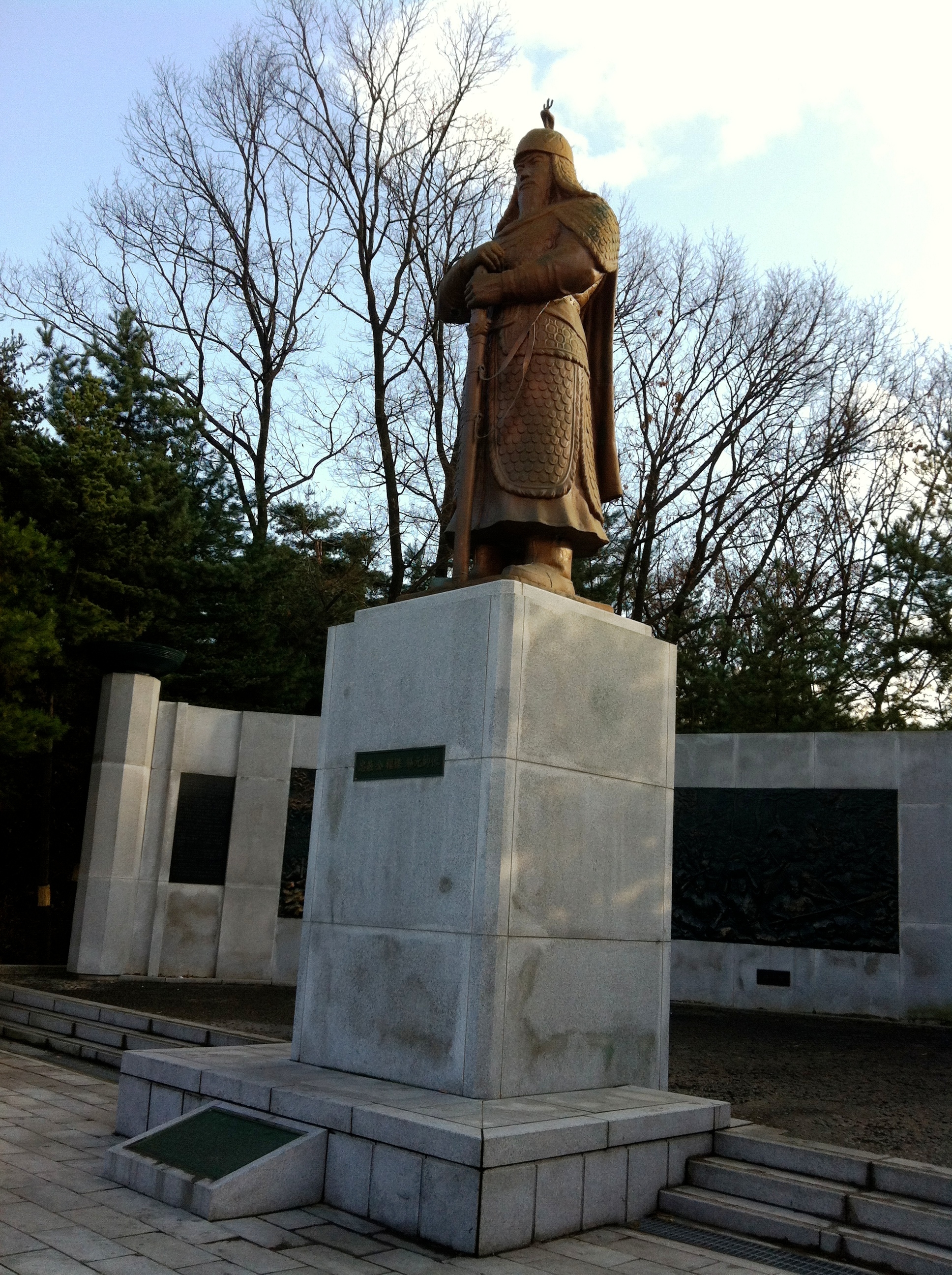
경기도 고양시 행주산성에 있는 권율의 동상

왜군의 서진(西進)을 막은 권율은 1593년 음력 2월 12일에는 병력을 나누어 부사령관 선거이에게 금천 금주산(衿州山)에 진을 치게 한 후, 휴정의 고제자인 승병장 처영(處英)의 의승병(義僧兵) 1천여 명을 이끌고 도착하여, 의병장 김천일과 휴정의 승병장 처영의 의승병 1천여 명 병력을 합쳐 3,800명의 병사를 이끌고 한강을 건너 행주산성(幸州山城)에 주둔하였다. 그 뒤 권율은 정예병력을 소수 뽑아 도성에 보내어 일본군을 상대하게 하여 일본군의 주둔현황, 규모 등을 가늠하게 했다. 소수 조선군 병력을 보고 우키타는 본진(本陣)의 장수들까지 이끌고 3만의 병력으로 이들을 추격, 행주산성을 공격했다. 2월 12일 저녁, 우키타는 왜병은 7개 조로 나누어 사방에서 행주산성을 포위하고, 맹렬한 공격을 가해 성이 함락될 위기에까지 직면하기도 했다.
2월 12일 저녁 일본군이 행주산성 입구 주변에 세워둔 목책을 기습공격하자 소리를 듣고 바로 공격했다. 행주산성의 군민들은 3만 명의 대군으로 공격해 온 우키다 히데이에의 왜군을 맞아 바위, 화살, 불덩이를 붓고, 병사들은 물을 끓이게 하여 끓는 물을 퍼부어 500 여 명의 사상자를 내게 하고 적장 우키다 및 도요토미 히데요시의 오른팔이라 불리던 이시다 미쓰나리, 깃카와 히로이에에게 모두 부상을 입히고 격퇴하였다. 화살과 창이 다 떨어지고 자갈돌과 일부 식량까지 다 떨어지자 그는 부녀자들에게 돌멩이를 나르도록 지시했다. 전황이 악화되는 듯 하자 그는 상방검(尙方劔)을 들고 성루에 서서 여러 장수를 독려하였다. 이때 성내의 아녀자들이 치마 위에 짧은 덧치마를 대어 적군들에게 던질 돌덩이를 운.반한 것이 행주치마의 유래가 되었다는 설이 있으나, 임진왜란 전부터 행주치마라는 단어가 존재했다는 점으로 볼 때 이는 맞지 않다. 또한 이때 조선군의 신무기인 화차와 비격진천뢰도 맹활약한 바 있다.
200여 명의 사상자를 내고 흩어진 일본군은 사방에 흩어져 있는 시체를 모아 불을 질렀으나 행주산성을 불태우는데 실패하고, 도리어 유기된 시체가 200구에 달했고, 타다 남은 시체는 수는 헤아려 기록하지 못했다. 나머지 달아나는 일본군 130여 명의 목도 추가로 베었다. 행주대첩은 이순신의 옥포대첩, 한산대첩, 김시민의 진주대첩과 함께 임진왜란 4대첩의 하나로 꼽힌다.
이때 권율의 군대는 우키타 군이 버리고 간 화살, 칼, 갑옷, 포탄, 도창(刀槍), 화승총, 기치(旗幟) 등 많은 장비와 무기들을 획득했다.
권율은 왜병이 다시 올라올 것이라 보고 행주산성은 오래 견디어내기 어려운 곳으로 판단하여 주민들을 다른지역으로 피난시킨 뒤, 주둔군을 이끌고 파주산성(坡州山城)으로 옮겨가서 도원수 김명원(金命元), 부원수 이빈(李薲) 등과 연락하면서 파주성을 지키면서 주둔하였다. 그 뒤 일본과 명나라와 간에 강화 회담이 진행되어 일부지역을 제외하고는 일시적으로 휴전하게 되자, 군사를 이끌고 전라도로 내려갔다. 그해 6월 권율은 행주대첩의 승전 공(功)으로 자헌대부(資憲大夫)로 승진하고, 원수(元帥)에 올랐다가 다시 도원수에 올랐으며, 영남으로 보내졌다. 영남에서 탈영병을 즉결 처분한 죄로 탄핵을 받고 해직되었다.

### 생애 후반

#### 이몽학의 난 진압
1596년(선조 29) 7월 충청도에서 왕족을 자처한 선비 이몽학(李夢鶴)이 반란을 일으켰다. 모속관(募粟官) 한현(韓絢)의 군관이 된 이몽학은 그길로 군사를 동원해 충청도 홍산현(鴻山縣 : 부여)에서 도천사(道泉寺)의 승려들과 인근 가난한 농민 6~7백 명을 규합하고 5개 읍을 합함락시켰다. 조정에서 공에게 명하여 이를 토벌하도록 하였다. 그는 바로 군사를 이끌고 급히 충청도 부여로 향했고, 부여와 홍주(洪州)에서 이몽학의 군사를 섬멸시켰다. 그 남은 무리를 다스렸지만, 두령급 이외에는 불문율로 하고 석방시켜서 충청도 지방은 평안을 되찾았다.

#### 정유재란
1596년 10월 한성부판윤으로 기용되어 비변사당상(備邊司堂上)을 겸직하였고, 호조판서가 되었다. 1596년(선조 29) 충청도관찰사가 되었다가 이어 다시 도원수가 되어 선조로부터 친히 어마(御馬)까지 선물로 하사받았다. 1596년 2월에는 선원 김상용(金尙容)이 그의 종사관에 임명되어 그를 수행한다.
1597년(선조 30) 휴전이 되었지만 만일을 대비해 그는 진안현감(鎭安縣監) 오장(吳長)에게 지시하여 호남의 군사를 이끌고 진주 제석산성(晉州 帝錫山城)을 보수, 수축하게 했다.
1597년 정유재란이 일어나자 도원수 권율은 해안가로 올라오는 일본군의 북상을 막기 위해 명나라 제독 마귀(麻貴)와 함께 울산에서 대진했으나, 총지휘관이었던 명나라 군대 사령관 양호의 돌연한 퇴각령으로 실패하고 철수하였다. 이어 순천 예교(曳橋)에 주둔한 왜군을 공격하려고 했으나, 전쟁의 확대를 꺼리던 명나라 장수들의 비협조로 실패하였다. 한편 쉽게 적을 상대하지 못한다 하여 그해 10월 사헌부 등에서 그를 여러번 공격했지만 선조가 그를 신뢰하여 듣지 않았다.

#### 왜란 이후
1598년(선조 31) 봄에 병으로 사직을 청하자 선조가 그에게 위로하는 유서(諭書)를 내려 사직하지 말라 하였다. 선조의 만류로 도성에 머물러 있었다.
1598년(선조 31) 도요토미 히데요시가 죽자 바로 임진왜란이 끝나고, 그는 정헌대부 지중추부사(正憲大夫知中樞府事)에 이르러 병으로 수년간 고생하다가 강화도에 들어갔다가 다시 한성으로 돌아왔다. 1599년 여름 그의 나이 61세 때 병으로 고향으로 돌아가게 해줄 것을 청하여 허락받았다. 이어 노환으로 관직에서 물러나 고향에 돌아가 있다가, 그 해 7월 6일 병으로 집에서 사망하였다. 사망 소식이 전해지자 선조는 낭관(郞官)을 보내 조문, 치제하게 했다. 선조는 그의 죽음을 슬퍼하여 이틀간 정사(政事)를 폐하였다고 한다.
권율은 죽은 뒤 전공으로 그해 7월 12일 판서 정창연(鄭昌衍), 참판 조정(趙挺), 참의 송순(宋諄) 등의 건의로 바로 특증(特贈)되어 증 숭정대부 의정부좌찬성 겸 판의금부사(贈崇政大夫議政府左贊成兼判義禁府事)， 지경연춘추관사 홍문관대제학 동지성균관사(知經筵春秋館事弘文館大提學同知成均館事)에 추증되었다.

### 사후
묘비문과 묘표음기는 사위 이항복이 짓고 썼으며, 행주대첩의 승리를 기념하여 최립은 고양 행주에 권원수행주비(權元帥幸州碑)를 세웠다. 훗날 다시 증 대광보국숭록대부 의정부영의정 겸 영경연 홍문관 예문관 춘추관 관상감사(議政府領議政兼領經筳弘文館藝文館春秋館觀象監事) 세자사(世子師)에 추증되고, 1604년 이순신, 원균과 함께 임진왜란 중 전공을 세운 장군들에게 내려진 최고의 영예인 선무공신 1등에 봉해졌으며, 영가부원군(永嘉府院君)으로 추봉되었다. 충장(忠莊)의 시호가 내려져 충장공(忠莊公)이 되었으며 충장사에 배향되었다. 1605년 청난원종공신 1등에 추록되었다. 1841년(헌종 7) 고양군 행주에 기공사(紀功祠)가 건립되면서 기공사에도 제향되었다.
권율의 행적 중 임진왜란 기간 중에 활동한 것과 공훈만을 따로 추려서 낸 《권원수실적 (權元帥實蹟)》이란 책도 1권 전한다.
처음 《권율장군묘》는 1599년(선조 31년) 9월 5일 경기도 양주군 시북면 녹양리와 양주군 주내면 어둔리의 경계인 홍복산(洪福山) 건좌손향(乾坐巽向)의 언덕, 아버지 권철의 묘소 바로 위편에 매장되었다가 뒤에 장흥면 석현리로 이장되었다. 신도비는 1861년(철종 12년) 세워지고 신흠(申欽)이 비문을 짓고, 이유원(李裕元)이 비문을 썼다. 1972년 5월 4일 경기도의 기념물 제2호로 지정되었다.

## 가족
본부인 창녕조씨(조휘원의 딸)는 24세에 사망했는데 생몰년월일이 전하지 않는다. 그녀의 딸이 이항복의 처이다.
- 부인 : 창녕조씨, 군기시첨정 조휘원(曹輝遠)의 딸
  - 딸 : 안동권씨
  - 사위 : 이항복
    - 외손자 : 이성남(李星男), 음서로 군수를 역임
    - 외손자 : 이정남(李井男), 음서로 군수를 역임
- 부인 : 죽산박씨(1546년 ~ 1608년 2월), 강서현령 박세형(朴世炯)의 딸
  - 양자 : 권익경(權益慶), 권순(權恂)의 아들, 음서로 현감 역임
  - 양며느리 : 이광륜(李光輪)의 딸, 권익경의 전처
  - 양며느리 : 이정(李淨)의 딸, 권익경의 후처

## 일화

### 이항복과의 관계
오성 이항복 집의 감나무 가지가 권율의 아버지 권철의 집(영역)으로 휘어 들어갔는데 이 가지에 열린 감을 권철 집의 하인들이 따먹자, 소년 이항복이 이 사실을 알고 꾸짖었으나 하인들은 오히려 감이 자신의 소유라고 우겼다. 어느날 이항복은 권철이 있는 방문에 주먹을 찔러 넣고 "이 주먹이 누구의 주먹입니까?" 하고 물었다. 하인들이 이항복의 감을 훔쳐먹은 사실을 인지한 권철은 하인들을 단속하였고, 이항복의 영특함을 깨달아 아들인 권율에게 장차 이항복을 사위로 삼으라는 조언을 해주었다.
장난기 많은 오성대감 이항복은 종종 고지식한 장인인 권율을 놀린 일이 있다고 한다. 청렴결백한 권율은 조복과 의관을 갖춰입으면서도 제대로 된 내의를 입지 못하고 늘 베잠방이 차림이었다고 한다. 왜란이 끝난 후 병조판서인 이항복과 도원수 권율이 선조 임금 앞에 대궐조회에 참석한 어느 무더운 여름날, 이항복은 선조에게 날씨가 너무 무더우니 모두들 관복을 벗고 조회를 하자고 제의하였다. 선조는 쾌히 승락하고 신하들이 모두 관복을 벗었으나 관복 아래 베잠방이 차림인 권율은 차마 그렇게 하지 못하였다. 임금의 명령을 받고 마지못해 관복을 벗고 베잠방이 차림을 드러내어 망신을 당한 권율에게 선조는 파안대소하며 비단과 무명을 하사했다고 한다.
반대로 권율의 장난 역시 만만치 않았는데 하루는 이항복이 여종에게 반해서 정을 통하고 있었다. 그래서 이항복은 권율에게 공부방이 필요하다고 했고 권율은 즉시 이항복에게 공부방을 만들어줬다. 문제는 이항복이 여종과 정을 통하고 있다는 것을 권율이 알고 있어서, 어느날 손님들을 많이 데리고 이항복의 공부방에 찾아왔다. 이에 이항복은 여종을 이불속에 넣어 숨겼으나 권율이 이불을 치워버리자 벌거벗은 여종의 모습이 드러났고 손님들은 웃음을 멈추지 못했다.

### 원균과의 관계
이순신과 경쟁심을 가지고 있던 원균이 수시로 수군통제사인 이순신과 마찰을 일으키곤 하였다. 이에 원균은 수군이 아닌 육군으로 전출되기도 한다. 그러나 냉철하게 전황을 읽고있던 이순신과는 다르게 수군 단독으로 왜를 격파할 수 있다고 수차례 조정에 장계를 하였고, 이순신을 견제하려는 선조의 심중과 맞아 떨어져 이순신의 후임으로 통제사직에 임명된다.
하지만 원균은 부임 이후 이순신의 수군 단독출병 불가의 판단이 옳았음을 알고 말을 바꿔 수륙 병진을 주장하였다. 이 과정에서 원균은 조선의 군사동원력이 17만명을 모은 임진년보다 크게 떨어진 상황인데도 30만은 동원할 수 있다고 하고, 섬인 가덕도까지 육군이 몰아치면 된다는 현실을 무시한 주장을 했다.
이에 권율은 비밀 장계를 올려 원균의 주장대로 육군을 움직이긴 어려움을 전하였다. 한편 조정에서 수군에게 원하는 것은 수군의 전면적인 부산포 진격이 아닌, 무력시위를 전개하여 일본이 보급선 유지에 불안감을 가지게 하는 것이었으나 원균은 이조차도 하지 못하다가 원균이 부임전과는 달리 이런저런 핑계로 칠천량으로 출동하지 않자 원균을 곤장으로 다스렸다. 권율에게 곤장을 맞은 후 원균은 전 병력을 끌고 출전하여 칠천량 해전에서 참패를 당하고 그 전투에서 전사하고 말았다.

### 기타
- 그 외에도 동명이인인 권율이 존재한다. 한명은 조선 세조 때의 인물로 한자가 같은 권율(權慄)인데 같은 안동 권씨이다. 자는 백인(伯寅)으로 종사랑으로 문과에 급제해 이조정랑을 지냈다. 권우의 손자이다. 또다른 권율(權葎)은 조선 후기 인물로 생몰년대는 1682년 ~ 1712년이다. 역시 안동 권씨이다.

- 권율은 행주대첩을 승리로 이끈 명장으로 평가받지만, 부정적인 평가도 있다.

| “ | 1595년 4월 30일 아침에 원수의 계본과 기(奇)·이(李)씨 등 두 사람의 공초(供招·죄인의 진술)한 초안을 보니 원수가 근거 없이 망령되게 고한 일들이 매우 많았다. 반드시 실수에 대한 문책이 있을 것이다. 이와 같은데도 원수의 지위에 둘 수 있는 것인가. 괴이하다. 朝見元帥啓本及奇李兩人供草, 則元師多有無根妄啓之事, 必有失宜之責. 如是而可置元帥之任乎! 可怪. | ” |
|   | — 《충무공유사》 중. |   |

임진왜란 당시 이순신과 원균의 갈등은 누가 옳은지에 관한 논의와 상관없이 조선 수군 지휘부의 분열을 의미했으며, 국난의 위기에서 극심한 갈등을 빚은 두 사람 역시 이러한 책임에서 자유로울 수 없고, 또한 당시 두 사람의 갈등을 해결하기보다는 오히려 이를 더욱 심화하는데 일조한 권율은 조선군 총사령관으로서 책임을 져야만 한다는 견해가 있다.
- 그의 서울 집터는 헐렸지만 그의 집터에는 표석이 세워졌다. 서울특별시 종로구 행촌동 1-64번지로, 사직로2길 14이며, 독립문역 3번 출구 근처 사직터널 입구 주변이었다.

- 슬하에 아들은 없다. 다만 딸이 이항복과 결혼했으므로 권율의 직계후손은 이항복의 직계후손인 셈이다.

## 성격
이항복과의 관계에서 알 수 있듯, 공과 사의 구분이 명확하며 공적으로는 상당히 엄격하고 원리 원칙을 철저히 준수하는 인물이었으나 사적으로는 이항복과 더불어 천하에 둘도 없을 장난꾸러기였다. 평소에 장난치고 재미있게 놀기 좋아하는 권율이기 때문에 이항복과 더불어 관련된 일화가 상당히 많다. 또한 관직에 대해 별로 욕심이 없어서 과거를 응시하지 않고 있다가 46살이 되어서야 과거에 급제했는데 이는 사위인 이항복이 과거에 급제한 지 2년 후였다.

## 관련작품

### 드라마
- 《조선왕조 오백년 - 임진왜란》 (MBC, 1985년~1986년, 배우:홍계일)
- 《불멸의 이순신》 (KBS1, 2004년~2005년, 배우:김영기)
- 《징비록》 (KBS1, 2015년, 배우:김영기)

### 영화
- 《명량》 (2014년, 배우 : 남경읍)
- 《노량: 죽음의 바다》 (2023년, 배우 : 남경읍)

## 같이 보기
| - 임진왜란 - 정유재란 - 행주대첩 - 행주산성 - 이치 전투 - 이항복 - 김천일 - 권종 - 이순신 - 유성룡 - 김덕령 - 원균 - 변광조 - 조선 출신으로 류큐국(유구국, 당시는 일본과는 다른 독립국으로서 현재의 오키나와현 지역)을 중심으로 중계무역을 하는 대상(大商)이었으며, 임진왜란 당시 전쟁물자 보급을 도와 권율과 이순신 장군들의 승리에 일조했다 - 의주파천 - 선조 | - 권종 - 선거이 - 독왕산성 - 행주산성 - 이몽학의 난 - 곽재우 - 김성일 - 정기룡 - 김시민 - 이광 - 이복남 - 이황 - 황진 - 박진 - 권철 - 선무공신 |

## 관련 서적
- 이경석, 《임진전란사》(신현실사, 1976)
- 유성룡, 《징비록》 (이민수 역, 을유문화사, 1994)
- 유성룡, 《징비록》 (구지현 번역, 중앙북스, 2008)
- 조동원, 《한국금석문대계 5》 (원광대학교 출판부, 1979)
- 이남희, 《클릭 조선왕조실록》(다할미디어, 2008)
- 민족문화추진회, 선조실록 (민족문화추진회 역, 민족문화추진회, 1989)
- 민족문화추진회, 선조수정실록 (민족문화추진회 역, 민족문화추진회, 1989)

## 참고 문헌
- 선조실록
- 선조수정실록
- 백사집
- 증보문헌비고(增補文獻備考)
- 상촌집
- 송자대전(宋子大全)
- 이계집